# 新江東清掃工場

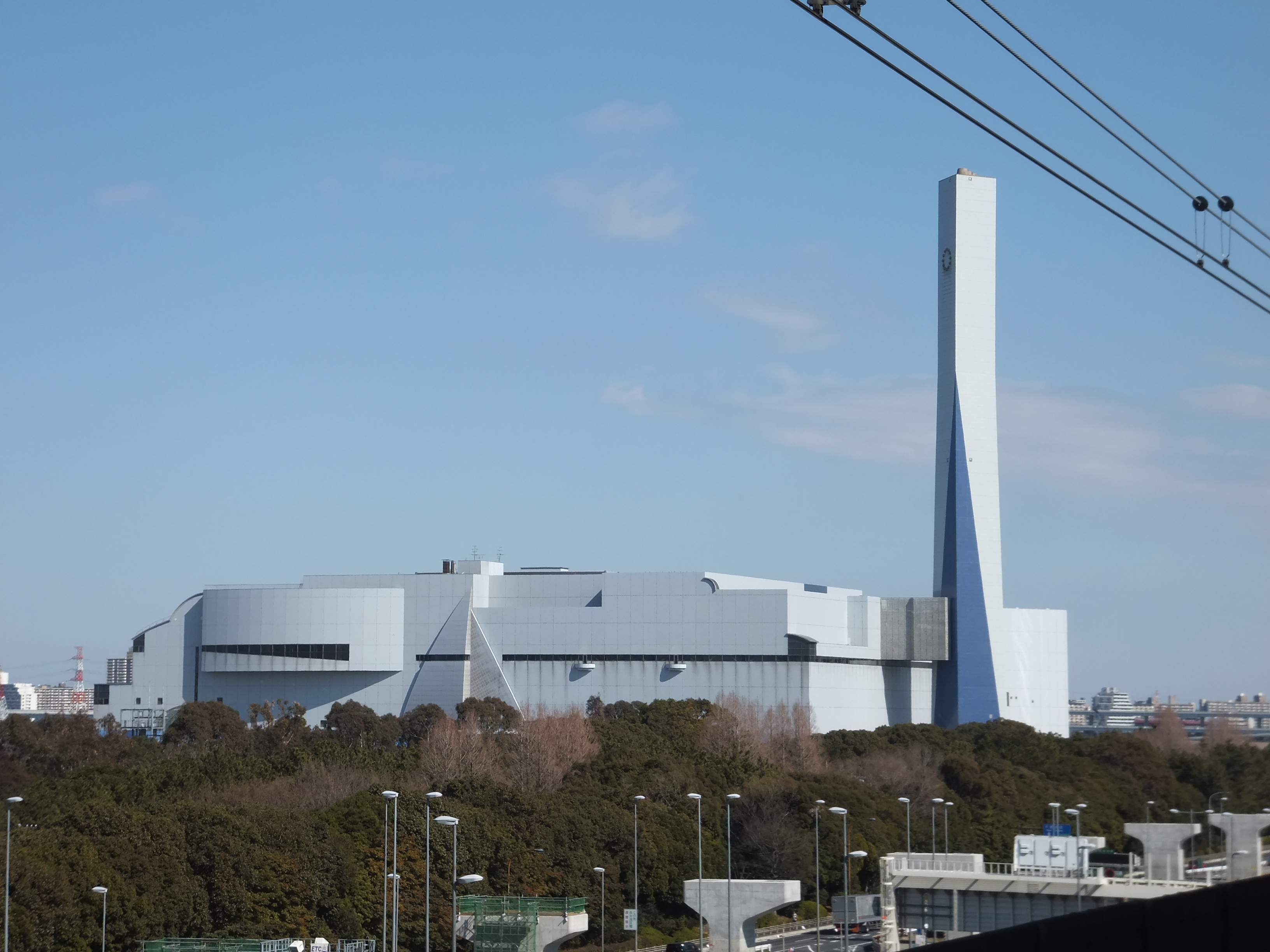
新江東清掃工場

新江東清掃工場（しんこうとうせいそうこうじょう）は、東京都江東区夢の島三丁目にある東京二十三区清掃一部事務組合の清掃工場。

## 概要
かつてゴミを埋め立てていた夢の島に建設された（詳細は東京ゴミ戦争を参照）。発生した余熱を利用して、蒸気は東京辰巳国際水泳場に、高温水は東京スポーツ文化館および夢の島熱帯植物館に供給している。
現在の清掃工場は2代目である。煙突の高さは150mである。
なお、江東区内には他に有明清掃工場、中防不燃ごみ処理センターがある。

## 歴史
- 1994年（平成6年） - 新工場着工。
- 1998年（平成10年） - 新工場竣工。旧工場の江東清掃工場（昭和49年竣工）は廃止。